# Мађарска на Зимским олимпијским играма 1924.
Мађарска је први пут учествовала на Зимскимим олимпијским играма одржаним 1924. године у Шамонију, Француска.
Мађарска је на ове игре послала укупно четири такмичара који су се такмичили у три скијашке дисциплине и није освојила ни једну медаљу.

## Резултати по спортовима
У табели је приказан успех мађарских спортиста на олимпијади. У загради иза назива спорта је број учесника
Са појачаним бројевима је означен најбољи резултат.
Принцип рачунања олимпијских поена: 1. место – 7 поена, 2. место – 5 поена, 3. место – 4 поена, 4. место – 3 поена, 5. место – 2 поена, 6. место – 1 поен.

| Спортска дисциплина   | Освојено место | Освојено место | Освојено место | Освојено место | Освојено место | Освојено место | Олимпијски поени | Такмичари | Такмичари | Такмичари |
| Спортска дисциплина   |                |                |                | 4.             | 5.             | 6.             | Олимпијски поени | Мушки     | Женске    | Укупно    |
| Нордијско скијање (3) | 0              | 0              | 0              | 0              | 0              | 0              | 0                | 4         | 0         | 4         |
|                       |                |                |                |                |                |                |                  |           |           |           |
| Укупно                | 0              | 0              | 0              | 0              | 0              | 0              | 0                | 4         | 0         | 4         |

## Скијашко трчање
Мушки
| Дисциплина            | Скијаш        | Резултат  | Позиција |
| --------------------- | ------------- | --------- | -------- |
| 18 мушки              | Иштван Деван  | 1:50:20,8 | 31.      |
| 18 мушки              | Бела Сепеш    | одустао   | одустао  |
| 50 мушки              | Ференц Немет  | 6:16:32,0 | 20.      |
| Нордијска комбинација | Иштван Деван  | одустао   | одустао  |
| Нордијска комбинација | Аладар Хаберл | одустао   | одустао  |
| Нордијска комбинација | Бела Сепеш    | одустао   | одустао  |